# Евгений Босяцки
Евгений Димитров Босяцки е български художник — график и илюстратор.

## Биография
Роден е на 21 май 1929 г. в София. През 1954 година завършва специалност декоративно-монументална живопис на ВИИИ „Николай Павлович“, в класа на проф. Георги Богданов.
Прави оформлението на множество книги, сред които „Антихрист“, „Легенда за Сибин, преславски княз“ на Емилиян Станев, „Вечери в Антимовския хан“ на Йордан Йовков, „Новият Прометей“ от Христо Смирненски, над десет поетични книги на Павел Матев, „Бел Ами“ от Ги дьо Мопасан, „Сонети“ на Уилям Шекспир и др.
Участва с графики и илюстрации в различни общи художествени изложби в България, Германия (1959), Турция (1962), Русия (1967), ОАЕ, Сирия и Кипър (1969). Самостоятелна графична изложба прави през 1975 година в София.
Босяцки е двукратен носител на II награда на СБХ през 1967 и 1968 година и носител на I награда от Националната изложба за илюстрация през 1969 година. Негови картини са притежание на множество български галерии и частни колекции в Русия, Италия, Швейцария, Гърция.
Умира на 17 декември 2009 година, във Военномедицинска академия след продължително и тежко боледуване.